# Actinopus cochabamba
Actinopus cochabamba is een spinnensoort in de taxonomische indeling van de muisspinnen (Actinopodidae).
De wetenschappelijke naam van de soort werd voor het eerst geldig gepubliceerd in 2016 door Ríos-Tamayo.

## Voorkomen
De soort komt voor in Bolivia.